# Corrente alternada

Forma de onda da corrente alternada.

A corrente alternada (CA ou AC - do inglês alternating current) é uma corrente elétrica cujo sentido varia no tempo, ao contrário da corrente contínua, cujo sentido permanece constante ao longo do tempo. A forma de onda usual em um circuito de potência CA é senoidal. Por ser uma forma de transmissão de energia mais eficiente, normalmente a CA é o tipo de corrente que chega às residências. Entretanto, em certas aplicações, diferentes formas de ondas são utilizadas, tais como triangular ou ondas quadradas. Enquanto a fonte de corrente contínua é constituída pelos polos positivo e negativo, a de corrente alternada é composta por fases (e, muitas vezes, pelo fio neutro).

## História
A corrente alternada surgiu pela primeira vez, em 1832, quando o francês Hippolyte Pixii aplicou o princípio de indução electromagnética de Michael Faraday. Nikola Tesla e outros cientistas, anos depois da invenção da corrente alternada, melhoraram enormemente o sistema de distribuição de corrente alternada e inovações que tornaram o seu uso prático. Nikola Tesla foi contratado por J. Westinghouse para construir uma linha de transmissão entre Niágara e Buffalo, em NY. Thomas Edison, que defendia e empregava a corrente contínua em seus experimentos, fez o possível para desacreditar Tesla, mas sem sucesso. O sistema polifásico acabou por prevalecer, pelas vantagens inegáveis de custo, praticidade e eficiência em relação à corrente contínua. A Corrente Alternada é a forma mais eficiente de se transmitir uma corrente elétrica por longas distâncias, algo em que a corrente contínua é extremamente limitada, o que acarretaria custos incomparavelmente maiores para ser empregada. Na corrente alternada, os elétrons invertem o seu sentido várias vezes por segundo.	 
A corrente alternada foi adotada para transmissão de energia elétrica a longas distâncias devido à facilidade relativa que esta apresenta para ter o valor de sua tensão alterada por intermédio de transformadores. Além disso as perdas em CA são bem menores que em CC. No entanto, as primeiras experiências e transmissões foram feitas com Corrente contínua (CC). É hoje sabido que a transmissão de corrente alternada a longas distâncias é mais vantajosa, porém no que concerne ao funcionamento de aparelhos electrónicos é preferível a conversão para Corrente contínua (CC).	 
Na primeira metade do século XX havia sistemas de corrente alternada de 25 Hz no Canadá (Ontário) e no norte dos Estados Unidos. Em alguns casos, estes sistemas (por exemplo, nas Cataratas do Niágara) perduram até hoje por conveniência das fábricas industriais que não tinham interesse em trocar o equipamento para que operasse a 60 Hz. As baixas frequências facilitam a construção de motores de baixa rotação, já que esta é diretamente proporcional à frequência.
Há também sistemas de 16,67 Hz em ferrovias da Europa (Suíça e Suécia).
Sistemas CA de 400 Hz são usados na indústria têxtil, aviões, navios, naves espaciais e em grandes computadores.
Na maioria dos países da América, inclusive Brasil e EUA, a frequência da rede elétrica é de 60 Hz. Na Europa, inclusive em Portugal, é usada a frequência de 50 Hz. A frequência de 50 Hz também é usada em alguns países da América do Sul, como por exemplo a Argentina, a Bolívia, o Chile e o Paraguai.

## Matemática
A forma de onda de tensão em CA pode ser descrita matematicamente pela fórmula: 
{\displaystyle V(t)=V_{0}\sin(\omega _{0}t+\delta _{v})\,}
A forma de onda de corrente em CA pode ser descrita matematicamente pela fórmula:
{\displaystyle I(t)=I_{0}\sin(\omega _{0}t+\delta _{i})\,}
O valor de pico-a-pico de uma tensão alternada é definida como a diferença entre o seu pico positivo e o seu pico negativo. Desde o valor máximo de {\displaystyle \scriptstyle \sin x} que é +1 e o valor mínimo que é -1, uma tensão CA oscila entre {\displaystyle \scriptstyle \scriptstyle +A} e {\displaystyle -A}. A tensão de pico-a-pico, escrita como {\displaystyle \scriptstyle V_{p-p}}, é, portanto (+{\displaystyle \scriptstyle A}) − (−{\displaystyle \scriptstyle A}) = {\displaystyle \scriptstyle 2A}.
Geralmente, a tensão CA é dada quase sempre em seu valor eficaz, que é o valor quadrático médio desse sinal elétrico (em inglês é chamado de root mean square, ou rms), sendo escrita como {\displaystyle \scriptstyle V_{ef}} (ou {\displaystyle \scriptstyle V_{rms}}). Para uma tensão sinusoidal:
{\displaystyle V_{\mathrm {ef} }={A \over {\sqrt {2}}}={A{\sqrt {2}} \over 2}}
Vef é útil no cálculo da potência consumida por uma carga. Se a tensão CC de valor VCC transfere certa potência P para a carga dada, então uma tensão CA de valor Vef irá entregar a mesma potência média P para a mesma carga se Vef = VCC. Por este motivo, rms é o modo normal de medição de tensão em sistemas de potência.
Para ilustrar estes conceitos, considere a tensão de 220 V CA, usada em alguns estados brasileiros e em Portugal. Ela é assim chamada porque seu valor eficaz (rms) é, em condições normais, de 220 V. Isto quer dizer que ela tem o mesmo efeito joule, para uma carga resistiva, que uma tensão de 220 V CC. Para encontrar a tensão de pico (amplitude), podemos modificar a equação acima para:
{\displaystyle A=V_{\mathrm {ef} }\cdot {\sqrt {2}}}
Para 220 V CA, a tensão de pico VP ou A é, portanto, 220 V × √2 = 311 V (aprox.). O valor de pico-a-pico VP-P de 220 V CA é ainda mais alta: 2 × 220 V × √2 = 622 V (aprox.)
Note que para tensões não senoidais, temos diferentes relações entre seu pico de magnitude valor eficaz. Isso é de fundamental importância ao se trabalhar com elementos do circuito não lineares que produzem correntes harmônicas, como retificadores.

## Tensão alternada

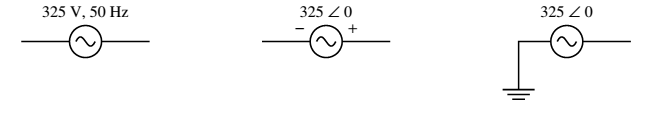
Diagrama de circuito para uma fonte ideal de tensão alternada (esquerda) e representação da tensão da rede elétrica pública na Europa (direita).

Uma tensão alternada é um sinal senoidal:
{\displaystyle V=V_{\text{máx}}\cos(\omega \,t+\varphi )}
os diagramas de circuito, uma fonte ideal de tensão alternada representa-se pelo símbolo na figura abaixo. Junto do diagrama indica-se a tensão máxima e a frequência. Os valores apresentados na figura são os que estão em uso na rede elétrica pública da União Europeia:
frequência {\displaystyle \scriptstyle f} de 50 Hz e tensão máxima de 325 V.
O instante em que arbitramos {\displaystyle \scriptstyle t=0} pode ser escolhido de forma a fazer com que a fase da tensão seja nula. Uma vez fixarmos um valor para a fase, é importante indicar qual a diferença de potencial que o fasor representa: o potencial do terminal identificado com o sinal + menos o potencial do terminal com o sinal. Os sinais indicados nos terminais da fonte indicam que o terminal positivo está a maior potencial que o negativo, no instante
{\displaystyle \scriptstyle t=0}, mas meio período mais tarde o terminal positivo estará a menor potencial que o terminal negativo.
Se usarmos uma ligação a terra no circuito, como no lado direito da figura acima, o fasor da tensão representará a diferença de potencial entre o terminal que não está ligado à terra e a terra. Nesse caso não será necessário indicar sinais nos terminais da fonte.

### Gerador de tensão alternada

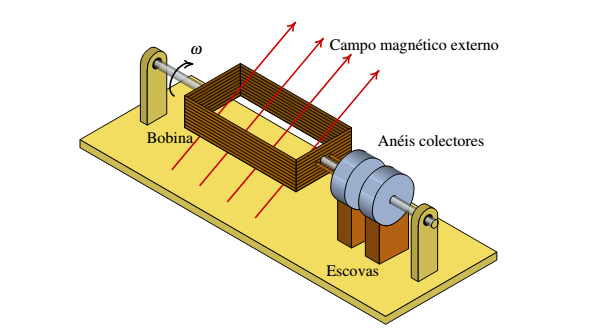
Gerador de tensão alternada.

Um gerador de tensão alternada (figura ao lado), consiste numa bobina que se faz rodar dentro de um campo magnético; o fio onde começa a bobina está soldado a um anel condutor e o fim do fio, depois de ser enrolado na bobina, solda-se a outro anel condutor; esses dois anéis mantêm o contato com duas escovas, enquanto a bobina roda, de forma que a diferença de potencial entre as escovas é igual à diferença de potencial na bobina toda.
O fluxo através da bobina é:
{\displaystyle \Phi _{\mathrm {m} }=B\,A\,\cos \theta }
Onde A é a área da bobina, B o campo médio, e {\displaystyle \scriptstyle \theta } o ângulo entre o campo e a normal à bobina.
Se a bobina roda com velocidade angular constante, {\displaystyle \scriptstyle \omega }, o ângulo {\displaystyle \scriptstyle \theta }, em função do tempo, é representado por {\displaystyle \scriptstyle \omega \,t+\theta _{0}}. 
Assim, a derivada do fluxo magnético, em função do tempo, será igual  a: 
{\displaystyle V=V_{\text{máx}}\,\sin(\omega \,t+\theta _{0})}
Onde {\displaystyle \scriptstyle V_{\text{máx}}=N\,B\,A\,\omega }.  A expressão acima dá a diferença de potencial entre as duas escovas condutoras, em função do tempo e é designada tensão alternada. A diferença de potencial oscila entre um valor máximo V máx, positivo, e um valor mínimo negativo  -V máx. 
A frequência da tensão alternada, {\displaystyle \scriptstyle f=\omega /(2\,\pi )} , é o número de oscilações por unidade de tempo.
O gerador de tensão alternada, também denominado alternador, usa-se para transformar energia mecânica em energia elétrica. A fonte da energia mecânica, que faz rodar a bobina, pode ser o vento, nas centrais de energia eólica, a corrente de água, nas centrais hidroelétricas, o fluxo de vapor de água evaporada por combustão de carvão, o movimento do motor, no alternador usado para recarregar a bateria num automóvel, etc.